# ロンドン (戦列艦・1766年)
| ロンドン                           | ロンドン |
| 1782年10月18日の作戦で戦うロンドン | 1782年10月18日の作戦で戦うロンドン |
| 艦歴                               | 艦歴 |
| ---------------------------------- | --- |
| 運用者                             | イギリス海軍 |
| 建造                               | チャタム工廠 |
| 発注                               | 1759年9月28日 |
| 進水                               | 1766年5月24日 |
| その後                             | 1811年解体 |
| 戦歴                               | チェサピーク湾の海戦 グロワ島の海戦 コペンハーゲンの海戦 |
| 性能諸元                           | |
| クラス                             | ロンドン級 90門2等戦列艦 |
| トン数                             | 1894bm |
| 全長                               | 砲列甲板：177ft 6in(54.1m) |
| 全幅                               | 49ft (14.9m) |
| 深さ                               | 船倉：21ft (6.4m) |
| 推進                               | 帆走（3本マストシップ） |
| 兵装                               | 90門： 上砲列：12ポンド（5kg）砲30門 中砲列：18ポンド（8kg）砲30門 下砲列：32ポンド（15kg）砲28門 船首楼：9ポンド（4kg）砲2門 98門： 上砲列：12ポンド（5kg）砲30門 中砲列：18ポンド（8kg）砲30門 下砲列：32ポンド（15kg）砲28門 後甲板：12ポンド（5kg）砲8門 船首楼：12ポンド（5kg）砲2門 |

ロンドン (HMS London) はイギリス海軍の90門2等戦列艦。1766年5月24日にチャタム工廠で進水した。

## 艦歴とエピソード
ロンドンは進水当初、当時の2等艦として標準であった大砲90門を備えていたが、後に後甲板に8門の12ポンド (5kg)砲を追加し98門艦となった。
この船はチェサピーク湾の海戦でトーマス・グレイブス提督の旗艦を務めていたことで知られる。また、1782年10月18日の作戦(en)ではフランスの74門艦シピオンに縦射され激しく損傷し、逃走することになった。

### フランス革命戦争期
ロンドンは1795年のグロワ島の海戦に参加した。その後、スペインの港湾であるフェロルへの失敗に終わった侵攻にも関わった。
1800年8月29日、ビーゴ湾でサミュエル・フッド提督は指揮下の各艦からボートを集め切り込み隊を編成した。フリゲート艦からは各々2隻ずつ、ロンドンを含む戦列艦からは各4隻ずつ集めたボートの切り込み隊はボルドー港に侵入し、15分間の戦闘の末、フランスの私掠船ゲップを捕獲した。この私掠船は平甲板の300トンで、161名の乗組員と20門の大砲を装備していた。イギリス切り込み隊との戦闘でフランス私掠船は25名を失い、デュパン船長を含む40名が負傷した。イギリス側の損害は戦死4名、負傷23名、行方不明1名だった。1847年に海軍本部は、軍令部サービス・メダル(en:NGSM)をこの「1800年8月29日のボート作戦」に参加し、存命していた全員に授与した。
ロンドンは1801年のコペンハーゲンの海戦にも、ハイド・パーカー提督の予備兵力の一員として参加した。

### ナポレオン戦争期
ロンドンは1806年3月13日の作戦(en)で、フランスの74門艦マレンゴを捕獲した。
1808年には、ポルトガル王室のポルトガル本国からブラジルへの逃避を護衛した。

### その後
この船は、1811年に解体された。